# GAVI Alliance
A GAVI Alliance (em inglês: Gavi, the Vaccine Alliance; em tradução livre: Gavi, a Aliança Das Vacinas) é uma iniciativa da Fundação Bill e Melinda Gates que se tornou realidade em 2000 com a ajuda de outros parceiros. Era uma época em que a distribuição das vacinas nas áreas mais pobres do mundo tinha começado a diminuir, já que no final do anos 90 as taxas da imunização estavam estagnadas ou em declínio. Quase 30 milhões de crianças nascidas a cada ano em países em desenvolvimento não estavam sendo imunizadas completamente.
Em seu website, a Aliança se descreve como uma parceria público-privada, uma união de governos de países, com a Organização Mundial da Saúde, o Banco Mundial, a Fundação Bill & Melinda Gates e outros doadores, incluindo fundações, ONGs, associações profissionais e comunitárias, organizações religiosas e universidades; fabricantes de vacina; institutos de pesquisa e técnicos de saúde, entre outros.

## Missão e visão
Missão: "Salvar vidas, reduzir a pobreza e proteger o mundo contra a ameaça de epidemias."
Visão: "Não deixar ninguém para trás com imunização' e a missão de salvar vidas e proteger a saúde das pessoas aumentando o uso equitativo e sustentável de vacinas".

## Principais parceiros
Fundação Bill e Melinda Gates, Unicef, OMS e Banco Mundial.

## Como trabalha a GAVI?
As estratégias são definidas a cada cinco anos, quando a "Gavi faz um inventário das vacinas disponíveis e em desenvolvimento e define novas prioridades", explica a Aliança em seu website.
Os países elegíveis para receber a ajuda da GAVI determinam as necessidades com respeito à imunização, pedem o apoio financeiro e depois supervisionam os programas de vacinação. Segundo a linha política de financiamento da GAVI, os países que recebem o apoio financeiro são obrigados a dar uma contribuição para custear as vacinas, a fim de fortalecer a sustentabilidade dos programas de imunização de longo prazo.
Esta lista de países é revista a cada ano.

### O IFFIm
O Fundo de Financiamento Internacional para Imunização (International Finance Facility for Immunisation - IFFIm) é uma uma instituição de caridade do Reino Unido fundada em 2006 que trabalha angariando fundos para a GAVI através da distribuição de obrigações - venda de "títulos de vacinas" - nos mercados financeiros e usando compromissos de longo prazo de governos como garantia e para repagar juros.
Em  junho de 2020, 926 milhões foram prometidos ao Fundo - para virarem títulos a serem vendidos e resgatados no futuro - por quatro países: Itália, Holanda, Noruega e Espanha.
Atualmente (2020), 10 países são os apoiadores do Fundo, assumindo o compromisso do pagamento dos "títulos de vacinas" aos investidores no futuro: Reino Unido, França, Itália, Austrália, Noruega, Espanha, Países Baixos, Suécia, África do Sul e Brasil.

## Resultados
Desde 2000 a 2010, a GAVI contribuiu com a imunização de 288 milhões de crianças contra doenças mortais como a difteria, o tétano, a coqueluche (tosse comprida), a hepatite B, a Haemophilus influenza, a febre amarela e a poliomielite. Segundo uma estimativa da OMS em 2010, a GAVI impediu mais de cinco milhões de mortes futuras e tem a possibilidade de ajudar os países a salvar mais vidas por meio da introdução de novas vacinas.
Em 2020, segundo a Aliança, 760 milhões de crianças haviam sido beneficiadas nos países mais pobres do mundo e mais de 13 milhões de mortes haviam sido evitadas.
Em 25 de agosto de 2020, por exemplo, a OMS noticiou que a poliomielite havia sido erradicada na África com a ajuda da Aliança.
Em relação aos impactos econômicos, a instituição diz que "para cada 1 dólar investido em vacinas em países apoiados pela Gavi, há um retorno de 54 dólares com doenças evitadas e benefícios sociais mais amplos para pessoas que vivem vidas mais longas e saudáveis. Até o momento, as vacinas apoiadas pela Gavi ajudaram a gerar mais de US $ 150 bilhões em benefícios econômicos desde 2000".

## Covax Facility
Em 2020, em meio à grave crise da pandemia de Covid-19, a CEPI, a OMS e a Gavi criaram o programa Covax Facility para arrecadar dinheiro que seria utilizado para distribuir vacinas, a preço de custo, para os países mais pobres do planeta.
Em 18 de dezembro de 2020, a OMS anunciou que 190 nações tinham aderido à iniciativa e que 92 países eram, àquela altura, elegíveis, de acordo com as regras, para receberem imunizantes através do programa.
No final de janeiro de 2021, a Gavi anunciou que até o final de 2021, 2,3 bilhões de doses de vacinas covid-19 deveriam ser entregues aos países subdesenvolvidos, na seguinte proporção (pela população):  Sudeste Asiático: 695 milhões; África: 540 milhões;  Mediterrâneo Oriental: 355 milhões;  Américas e  Caribe: 280 milhões; Pacífico Ocidental: 225 milhões; Europa: 165 milhões de doses. A previsão é de que 1,3 bilhão dessas doses sejam entregues sem custo às nações mais pobres.